# Новгород-Северский, Иван Иванович
Иван Иванович Новгород-Северский (настоящее имя Ян Пляшкевич; 13 [25] ноября 1893 или 25 ноября 1893, Каменка, Западная область — 10 июля 1969, Ванв) — русский поэт, редактор журнала, землемер.

## Биография
Сам Новгород-Северский называл местом своего рождения несуществующий город Алексеевск-на-Амуре (до 1917 года существовал в Амурской области просто Алексеевск, который ныне называется г. Свободный), но произведённые поиски в архивах позволили установить, что родился он в деревне Каменка недалеко от Вязьмы. Детство провёл в Мариинске, учился в механико-техническом училище им. Александра III в Омске, затем окончил военное училище в Иркутске. Работал землемером. Далекие предки Пляшкевича были переселенцами из города Новгорода-Северского, этим был подсказан его литературный псевдоним.
Исходил и изъездил весь сибирский край от Арктики до Алтая и Приморья на лошади, на лыжах, почтовых упряжках по делам Переселенческого управления и по личным интересам. Писать стихи начал в 1913 под впечатлением увиденного и пережитого. По названиям стих, можно проследить маршруты поэта-путешественника: «Индигирка», «Арктика», «Медвежьи острова». Цикл «Пески поют» уводит в Среднюю Азию, Монголию, Тибет, «Ковыль да поле» — на Алтай.
Участник Первой мировой войны, штабс-капитан. Получил контузию, последствия которой сказывались всю жизнь. Около 1915 написал слова для марша Алексеевского полка. После революции вступил в Добровольческую армию, был произведен Врангелем в полковники. Эвакуировался в Константинополь, затем в Болгарию, где работал на соляных шахтах, в 1926 году отправился в Париж на учёбу в Свято-Сергиевском богословском институте. Прервал занятия в следующем году, чтобы жениться на племяннице И. Шмелёва Юлии Кутыриной. Шмелёв написал предисловие к сборнику стихов Новгород-Северского «Заполярье», в котором назвал его «певцом ледяной пустыни».
Редактировал детский журнал, написал несколько книг для детей.
Похоронен на кладбище Сент-Женевьев-де-Буа.

## Творчество
Новгород-Северский — талантливый русский писатель, воодушевлённый религиозными идеями. Особо выделяется сборник «Матерь Божия Державная» (1966), где помещены стихи, обращённые к различным иконам Божьей Матери; это прежде всего молитвенные обращения. Наряду с этим у него много стихов о природе, в которых из-под его пера выходит описание красоты Сибири — тайга, степь, деревья, животные и растения, крестьянские дома и господские усадьбы. Сказки в стихах напоминают о Пушкине, детские стихи выдают большую любовь к детям. В основе рассказов Новгород-Северского события его жизни и исторический материал. В его книге «Сказки сибирские» (1964) христианство сочетается с мистическими мотивами сибирского фольклора. Новгород-Северскому близко знакомы как мир Библии, так и сферы древнего ведовства сибирских шаманов. Его сказки, написанные живым народным языком, продолжают традиции русского и других народов.

## Сочинения
- Как растут кресты, Константинополь, 1921
- Заполярье, Paris, 1939
- Айсберги, Paris, 1942
- Аве Мария, Paris, 1958
- Чудны Лики Твои, Пресвятая, Paris, 1958
- Сказки сибирские; Легенды о Божьей Матери, Мюнхен, 1960 (на титульном листе также: Сказки Михеича)
- Степные огни, Мюнхен, 1964
- Матерь Божия Державная. Чудные Лики Твои, Пресвятая, Paris, 1966
- Северное послание, Paris, 1968
- Христос у моря Галилейского — видение Петра, Paris, 1970
- Моя Сибирь, Paris, 1973